# Percy Jackson : La Mer des monstres
Pour les articles homonymes, voir Percy Jackson (homonymie) et Jackson.
Série
Percy Jackson : Le Voleur de foudre
(2010)
Pour plus de détails, voir Fiche technique et Distribution.
Percy Jackson : La Mer des monstres (Percy Jackson: Sea of Monsters) est un film américain réalisé par Thor Freudenthal, sorti en 2013.
Le film est une adaptation du livre La Mer des monstres, deuxième volet de la série Percy Jackson, écrit par Rick Riordan.
Le film suit Percy Jackson, fils de Poséidon, qui poursuit ses aventures épiques afin d'accomplir sa destinée. Aidé par ses amis demi-dieux, il part à la recherche de la légendaire Toison d’Or, cachée au cœur de la Mer des Monstres. Au cours de cette odyssée, ils devront affronter d'incroyables créatures afin de sauver le Camp des Sangs-Mêlés.

## Synopsis
Sept ans avant les événements du premier, Annabeth, Luke, Grover et Thalia fuient des monstres pour rejoindre le camp des sang-mêlé, la demeure de tous les demi-dieux. Pendant la fuite, cependant, Thalia perd la vie pour sauver les autres, mais pour la maintenir en vie éternellement, son père Zeus la transforme en arbre pour alimenter la barrière située aux confins du champ.
Sept ans plus tard, Percy Jackson poursuit sa vie au Camp. Après avoir vaincu Luke, Percy reprend une vie tranquille avec ses amis Annabeth et Grover, mais se retrouve souvent dans des situations de rivalité avec Clarisse LaRue, fille d'Arès, le dieu de la guerre. Un jour, il fait la connaissance d’un cyclope nommé Tyson de petite taille et il lui révèle qu’il est son demi-frère car il est également le fils de Poséidon. Soudain, la barrière protectrice de l'arbre de Talia est brisée par l'attaque d'un Taureau de Colchide, que Percy parvient à repousser en lui jetant le stylo-épée Anaklusmos dans ses engrenages, le détruisant. Peu de temps après, Luke apparaît devant lui, survivant de la noyade avec un étrange appareil téléporteur, qui lui révèle l'existence d'une prophétie qui le concerne et tente de le convaincre de rejoindre son côté, il lui révèle également que beaucoup d'autres sang-mêlé l’ont déjà rejoint. Pendant ce temps, le Centaure Chiron et Dionysos, les directeurs du camp, découvrent que la rupture de la barrière est due à l'empoisonnement de l'arbre de Talia et Percy révèle le coupable.
Annabeth trouve un moyen de la guérir, à savoir la Toison d'or, une puissante relique située dans la mer des monstres, aujourd'hui située dans le Triangle des Bermudes. Dionyso décide d'envoyer Clarisse en mission et la jeune fille part immédiatement. Le soir même, Percy rend visite à l'Oracle, qui lui révèle l'importante prophétie concernant son avenir. Il lui raconte d'abord l'histoire du puissant et maléfique Cronos, qui dirigeait le monde avec ses frères Titans. Grâce à la résistance de Zeus, Poséidon et Hadès, Cronos a été vaincu, mais destiné à revenir à la vie pour se venger. Seul le fils de l'un des trois frères peut vaincre à nouveau Cronos, où à détruire l'Olympe. Percy décide de partir en cachette avec Annabeth, Grover et Tyson à la recherche de la toison d'or.
En première étape, les quatre sont conduits au Capitole de Washington par les Grées, qui sont forcés par Percy de révéler ce qu'ils savent sur la prophétie, et lui donnent comme indication des chiffres. Arrivés au Capitole, les quatre sont attaqués par des sang-mêlé de Luke, qui kidnappent Grover, et Percy se rend compte que Luke est à la recherche de la Toison, c'est pourquoi ils utilisent Grover parce qu’il est un Satyre, il est naturellement attiré par la Toison. Pour savoir où se trouve Luke, Annabeth les conduit vers Hermès le père de ce dernier, qui leur offre un Thermos contenant les quatre vents de tous les coins du monde et un Éliminateur de matière capable de faire disparaître tout ce qu’il délimitera, puis les serpents du Caducée, Martha et George, révèlent la présence de Luke sur un yacht appelé Andromède, bordé au large de la Floride.
Arrivés au quai, Tyson demande l'aide de son père pour atteindre le navire de Luke et trouver Grover, alors Poséidon envoie un hippocampe à leur secours, ce qui rend Percy nerveux, ayant tenté de communiquer avec son père pendant des jours sans aucune réponse. Les trois montent sur le yacht mais sont capturés par Luke et il révèle que Grover est déjà à la Mer des Monstres et qu'il a l'intention de trouver la toison pour ramener à la vie Cronos, le roi des Titans, et lui permettre de détruire l'Olympe par négligence envers eux par leurs parents divins. Les trois sont ensuite jetés dans la cellule du yacht, mais parviennent à s'échapper et à prendre embarcation grâce aux pouvoirs de Percy et en utilisant l'Éliminateur de matière et le Thermos des vents d'Ermes. Alors qu'ils se rendent à la mer des monstres, Annabeth révèle à Percy que la raison de son aversion et de son indifférence envers Tyson est due au fait que c'est un Cyclope qui a tué Talia il y a quelque temps.
Arrivés au Triangle, ils sont dévorés par Charybde. Dans l'estomac du monstre, Percy, Annabeth et Tyson retrouve Clarisse, qui, à contrecœur, les accueille sur son navire peuplé de zombies des morts en guerre. Percy et Clarisse décident de collaborer et réalisent un plan pour se libérer : grâce au canon du navire, ils percent l'estomac de la créature qui les expulse. Une fois sorti, Percy voit les coordonnées à la surface de la mer qui les mèneront à la demeure de Polyphème, le détenteur de la Toison, grâce aux chiffres que les Grées lui ont dit, qui s'avèrent être des coordonnées.
Percy, Annabeth, Tyson et Clarisse atteignent le repaire de Polyphème et, dans un dur affrontement avec lui, ils parviennent à récupérer à la fois la toison d'or et Grover, qui a survécu au cyclope en tirant parti de sa demi-cécité. De retour à l'extérieur, ils croisent Luke, qui leur demande la Toison, mais Percy refuse de le lui donner, alors Luke lui lance une fléchette. Tyson, cependant, s'interpose et reçoit le coup et tombe à la mer. Les quatre amis sont capturés, Luke obtient la toison et la place sur le cercueil de Cronos, en attendant qu'il ressuscite. Percy, affligé et découragé par la mort de Tyson, est convaincu qu'il est le héros qui va détruire l'Olympe, mais il est dissuadé par Annabeth, qui le convainc de laisser tomber la prophétie et d'écrire son destin.
À ce moment-là, ils se détachent pendant la résurrection, Percy affronta Luke et il est sauvé à temps par Tyson qui a été soigné par les pouvoirs régénératrices de l’eau au grand ravissement de ce dernier. Cronos ressuscite et avale Luke et Grover. Percy saise Anaklusmos et blesse Cronos au pied, découvrant ainsi que la lame maudite de la prophétie n'est rien d'autre que son épée. Cronos tente inutilement de tuer Percy, qui le bat en lui déchirant la poitrine avec son épée, libérant Grover et Luke. Ce dernier tombe cependant dans le repaire de Polyphème, laissant son destin ambigu. Quand tout semble aller mieux, Annabeth est empoisonnée par la Manticore de Luke. Grover et Clarisse interviennent, mais Annabeth est en fin de vie, mais Percy, aidé par les autres, la couvre de la toison et parvient à la sauver.
De retour au Camp, Clarisse dépose la toison sur l'arbre et rétablit la barrière, mais son pouvoir est si grand qu’elle a ressuscité Talia elle-même. Avec les deux enfants de Zeus et Poséidon, la prophétie peut concerner les deux, pas seulement Percy.

## Fiche technique
Sauf indication contraire, les informations mentionnées dans cette section peuvent être confirmées par les bases de données cinématographiques IMDb et Allociné,  présentes dans la section « Liens externes ».
- Titre original : Percy Jackson and the Olympians: The Sea Monsters
- Titre français et québécois : Percy Jackson : La Mer des Monstres[1]
- Réalisation : Thor Freudenthal
- Scénario : Scott Alexander, Marc Guggenheim et Larry Karaszewski[2], d'après le roman La Mer des monstres de Rick Riordan
- Musique : Andrew Lockington
  - Montage musical : Will Kaplan
- Direction artistique : Chris Beach, Kirsten Franson, Dan Hermansen et Helen Jarvis
- Décors : Claude Paré
- Costumes : Monique Prudhomme
- Photographie : Shelly Johnson
- Son : Ron Bartlett, Doug Hemphill, Elliott Koretz
- Montage : Mark Goldblatt
- Production : Michael Barnathan et Karen Rosenfelt
  - Production déléguée : Chris Columbus, Mark Morgan et Mark Radcliffe
  - Production associée : Jeffrey Harlacker
  - Coproduction : Bill Bannerman
- Sociétés de production : 1492 Pictures et Sunswept Entertainment, en association avec TSG Entertainment, présenté par Fox 2000 Pictures
- Société de distribution : Twentieth Century Fox
- Budget : 68 559 554 $[3]  ; 90 millions de $[4]
- Pays de production :  États-Unis
- Langue originale : anglais
- Format : couleur (DeLuxe) — 35 mm — 2,39:1 (CinemaScope / Panavision) — son Dolby / Dolby Atmos / Dolby Surround 7.1 / Datasat / Auro 11.1 / SDDS
- Genre : fantastique, fantasy, aventure
- Durée : 106 minutes
- Dates de sortie[5] :
  - États-Unis, Québec : 7 août 2013[1]
  - France, Belgique, Suisse romande : 14 août 2013[6],[7],[8]
- Classification :
  - États-Unis : des scènes peuvent heurter les enfants - accord parental souhaitable (PG - Parental Guidance Suggested)[N 1]
  - France : tous publics (conseillé à partir de 8 ans)[6],[9]
  - Belgique : tous publics (Alle Leeftijden)[7]
  - Suisse romande : interdit aux moins de 10 ans[10]
  - Québec : tous publics (G - General Rating)[1]

## Distribution
- Logan Lerman (VF : Nathanel Alimi) : Percy Jackson
- Alexandra Daddario (VF : Ludivine Maffren) : Annabeth Chase
  - Alisha Newton : Annabeth Jeune
- Douglas Smith (VF : Jean Rieffel) : Tyson
- Leven Rambin (VF : Noémie Orphelin) : Clarisse LaRue
- Brandon T. Jackson (VF : Diouc Koma) : Grover Underwood
- Jake Abel (VF : Axel Kiener) : Luke Castellan
- Anthony Stewart Head (VF : Régis Lang) : Chiron
- Stanley Tucci (VF : Gérard Darier) : Dionysos / Mr. D
- Connor Dunn (VF : Charles Germain) : Tereus
- Paloma Kwiatkowski (en) (VF : Myrah Talie) : Thalia Grace
  - Katelyn Mager : Thalia Jeune
- Nathan Fillion (VF : Guillaume Orsat) : Hermès
- Christopher Redman (VF : Rémi Caillebot) : Reardon
- Camille Atebe (VF : Laura Felpin) : Harpy Barista
- Anthony Shim : Hécatonchire
- Robert Knepper (VF : Pierre Tissot) : Cronos
- Robert Maillet (apparence physique), Ron Perlman (voix) (VF : Saïd Amadis) : Polyphème
- Richard Yearwood (VF : Lucien Jean-Baptiste) : Ganymède
- Grey Damon (VF : Fabrice Fara) : Chris Rodriguez
- Missi Pyle, Yvette Nicole Brown (VF : Catherine Artigala) et Mary Birdsong (VF : Emilie Duchênoy) : les sœurs grises (Grées)
- Shohreh Aghdashloo (VF : Annie Balestra) : l'Oracle (voix)
- Octavia Spencer : Martha, le serpent bleu qui se trouve sur le caduceus d'Hermès (voix)
- Craig Robinson (VF : Bruno Henry) : George, le serpent rouge qui se trouve sur le caduceus d'Hermès (voix)
- Zoe Aggeliki (VF : Emilie Beauregard) : Silena Beauregard (non crédité)
- Danny Le Boyer (VF : Antoine Fleury) : Ethan Nakamura (non crédité)

- Version française
  - Société de doublage : Dubbing Brothers
  - Direction artistique : Thierry Wermuth
  - Adaptation : Agnès Dusautoir

 Source et légende : version française (VF) sur RS Doublage

## Production

### Attribution des rôles

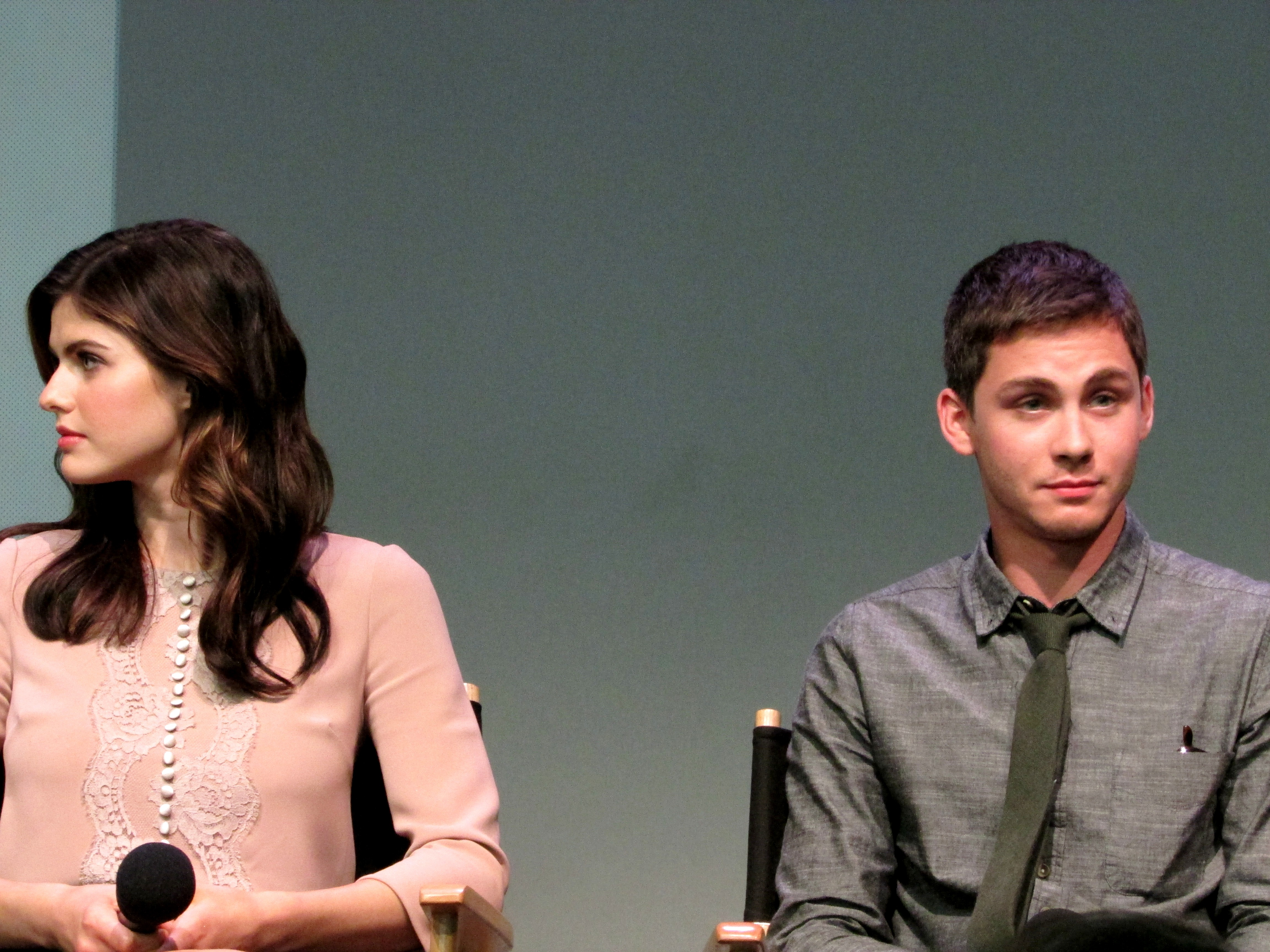
Les acteurs principaux Logan Lerman et Alexandra Daddario, en promotion du film à New York, en juillet 2013.

- Dans Percy Jackson: le Voleur de foudre, les dieux Dionysos et Hermès n'avaient que des rôles mineurs, mais dans le deuxième film ceux-ci ont un rôle plus important, ce qui entraîna un changement de distribution. En effet, Nathan Fillion remplace Dylan Neal pour Hermès et Stanley Tucci remplace Luke Camilleri pour Dionysos. Mais le plus grand changement concerne Chiron qui sera à partir de maintenant joué par Anthony Stewart Head (qui remplace ainsi Pierce Brosnan)
- Dans ce film, Robert Maillet joue le rôle de deux personnages. En effet, il incarne Polyphème, le cyclope et Lestrygon, le sbire de Luke Castellan.

### Tournage
- Le parc d'attractions Six Flags à la Nouvelle-Orléans, lieu de tournage du film, a été ravagé en 2005 par l'Ouragan Katrina. Pour le tournage, il a fallu restaurer le parc, mais pas trop pour garder un côté inquiétant. Il a fallu cinq semaines de travail pour seulement deux semaines de tournage.
- Le film a aussi été tourné à Washington, Vancouver et sur une jetée de la baie de Chesapeake.

## Accueil

### Accueil critique
Sur le site d'Allociné le film obtient des critiques mitigées. La presse lui donne une moyenne de 2/5 basée sur 11 critiques presse. Les spectateurs lui donnent une moyenne de 3,3/5.
Sur le site d'IMDb le film obtient la note de 5,9/10 basée sur 76 603 utilisateurs et un Metascore de 39/100 basé sur 33 avis.
Sur le site de Rotten Tomatoes, le film obtient un taux d'approbation de 42% basé sur 110 votes.

### Box-office
| Pays ou région | Box-office        | Date d'arrêt du box-office       | Nombre de semaines |
| -------------- | ----------------- | -------------------------------- | ------------------ |
| États-Unis     | 68 559 554 $,     | 30 janvier 2014                  | 26                 |
| France         | 1 470 269 entrées | 12 novembre 2013[réf. souhaitée] | 13                 |
| Monde          | 199 850 315 $     | 30 janvier 2014                  | -                  |

## Distinctions

### Nominations2013
- Key Art Awards : meilleur marketing numérique (pour son microsite / site Web pour la campagne en ligne de Percy Jackson)
- MTV Movie & TV Awards : le plus grand adolescent dur à cuire de l'été pour Logan Lerman[N 2]
- Phoenix Film Critics Society Awards : meilleur film familial en prises de vues réelles

### Récompenses2014
- BMI Film and TV Awards : Prix BMI de la meilleure musique de film pour Andrew Lockington
- The Joey Awards : Joey Award du meilleur ensemble de jeunes acteurs/actrices dans un long métrage pour Alisha Newton, Katelyn Mager, Bjorn Yearwood et Samuel Braun

### Nominations2014
- People's Choice Awards : film familial préféré
- Young Artist Awards : meilleur second rôle féminin dans un film (Jeune actrice) pour Katelyn Mager

### Récompense2015
- SOCAN Awards : Prix international de la musique de film pour Andrew Lockington

## Éditions en vidéo
- En France, le film Percy Jackson : La Mer des monstres est sorti en DVD[13], Blu-ray[14] et dans une édition combo Blu-ray 3D + Blu-ray + DVD[15] le 14 décembre 2013. Plusieurs rééditions en DVD et Blu-ray ont eu lieu entre 2013 et 2024[16].Le film est également sorti en VOD le 1er juin 2015[6].
- Au Québec, le film est sorti en DVD le 17 décembre 2013[1].

## Autour du film

### Personnages mythologiques mentionnés
- Dionysos mentionne les Nymphes et le demi-frère de Percy est le fils d'une Nymphe des eaux.
- Ganymède est mentionné dans le taxi.
- Les Grées conduisent le taxi.
- Aphrodite est mentionnée quand Annabeth veut retirer de l'argent.
- Briarée travaille dans le restaurant où Grover prend le café.
- Hermès mentionne le travail d'Héphaïstos et une série sur Héraclès.
- Charybde garde la Mer des Monstres.
- Les marins morts le sont en hommage à Arès.
- Clarisse fait allusion à Ichneutae et Scylla.
- Tyson mentionne Circé au sujet de l'île.
- Clarisse mentionne le rocher que Polyphème a utilisé pour piéger Ulysse.

### La Saga de L'Olympe
- Percy Jackson: La mer des Monstres est le deuxième volet de "la Saga de L'Olympe". En effet, ce volet est la suite directe de Percy Jackson: Le voleur de foudre. Ces deux films sont tous les deux des adaptations des romans de la pentalogie Percy Jackson de Rick Riordan.
- La suite de Percy Jackson: le Voleur de foudre était attendue depuis longtemps. En effet, trois ans séparent les deux films. La société de production avait décidé de suspendre le tournage au vu du succès en demi-teinte. Mais grâce aux résultats au box office à l'étranger, le tournage a repris afin que le film sorte en été 2013.

### Coulisses du film
- Pour l'interprète de Tyson, le demi-frère de Percy Jackson, l'équipe technique a longtemps voulu faire porter une prothèse à l'acteur. En fin de compte, elle a choisi d'avoir recours à des effets spéciaux, pour donner l'illusion qu'il n'a qu'un seul œil.
- Pour le rôle de l'Oracle, personne ne pouvait la jouer car c'est une momie squelettique, l'équipe technique a donc décidé d'utiliser une marionnette électronique.
- Pour le taxi des trois Grées, le tournage a eu besoin de pas moins de 6 taxis de marque Checker de la période 1969-1982 : deux en état de marche, un coupé en deux et les autres pour les différentes cascades.
- Alexandra Daddario a dû se teindre les cheveux en blond pour correspondre à la description de Annabeth Chase. Quant à Leven Rambin, elle, a subi le changement inverse : se teindre en châtain pour ressembler à Clarisse, la rivale de Percy.